# Nanumea
Nanumea este cel mai nord-vestic atol al Tuvalului situat în Oceanul Pacific. Atolul avea, conform recensământului din 2002, o populație de 664 de locuitori. Cei mai mulți dintre locuitori trăiesc într-un sat din nord-vestul insulei principale.
Nanumea este de asemenea unul din consiliile insulare ale Tuvalului.

## Geografie
Atolul are o lungime de 10 km și o lățime de 1,5 km și este compus din cinci insule și insulițe:
- Nanumea (2,38 km²)
- Lakena (1,24 km²)
- Temotufoliki (0,24 km²)
- Teatua a Taepoa (0,005 km²)
- Lefogaki (0,002 km²)